# Circuit de Jacarepaguá
El circuit de Jacarepaguá, anomenat oficialment Autódromo Internacional Nelson Piquet (i antigament, Autódromo Riocentro), va ser un circuit de curses del barri de Jacarepaguá de Rio de Janeiro, Brasil. El nom de l'equipament retia honor al pilot de Rio Nelson Piquet.
Inaugurat el 1978, el circuit va acollir el Gran Premi del Brasil de Fórmula 1 en deu ocasions i també es va fer servir per al campionat CART, curses de motociclisme i curses de stock cars. Va ser enderrocat el 2012 per donar pas a les noves instal·lacions que s'havien de fer servir als Jocs Olímpics del 2016.

## El circuit original
El circuit original es va construir entre 1971 i 1977 a l'antic emplaçament de la carretera de Barra da Tijuca, que s'havia construït en uns aiguamolls recuperats i va estar en funcionament entre 1964 i 1970. Era un circuit relativament pla, amb una recta de boxs llarga i una recta de tornada encara més llarga que permetia als monoplaces de Fórmula 1 amb motors turbo de mitjan dècada del 1980 assolir velocitats de 300 km/h, i nombrosos revolts de velocitat mitjana o lenta, amb molt d'espai per a avançar. Tenia capacitat per a 90.000 espectadors. Tret de l'edició de 1978, els Grans Premis de Fórmula 1 se celebraren tots als mesos de març o abril, amb un clima tropical molt càlid i humit de començaments de tardor.
A començaments del 2005 es va elaborar un projecte per a enderrocar parcialment el circuit i construir en el lloc alliberat el Complex Esportiu Ciutat dels Esports per als Jocs Panamericans de 2007. L'extensió de la nova pista es va reduir a 3.336 metres i després va continuar allotjant curses de categories locals com ara l'Stock Car Brasil i la Fórmula 3 Sud-americana. A causa de la celebració dels Jocs Olímpics de 2016 a la ciutat, la resta de l'autòdrom es va enderrocar al novembre de 2012 per tal de donar cabuda a més instal·lacions esportives.

## Fórmula 1

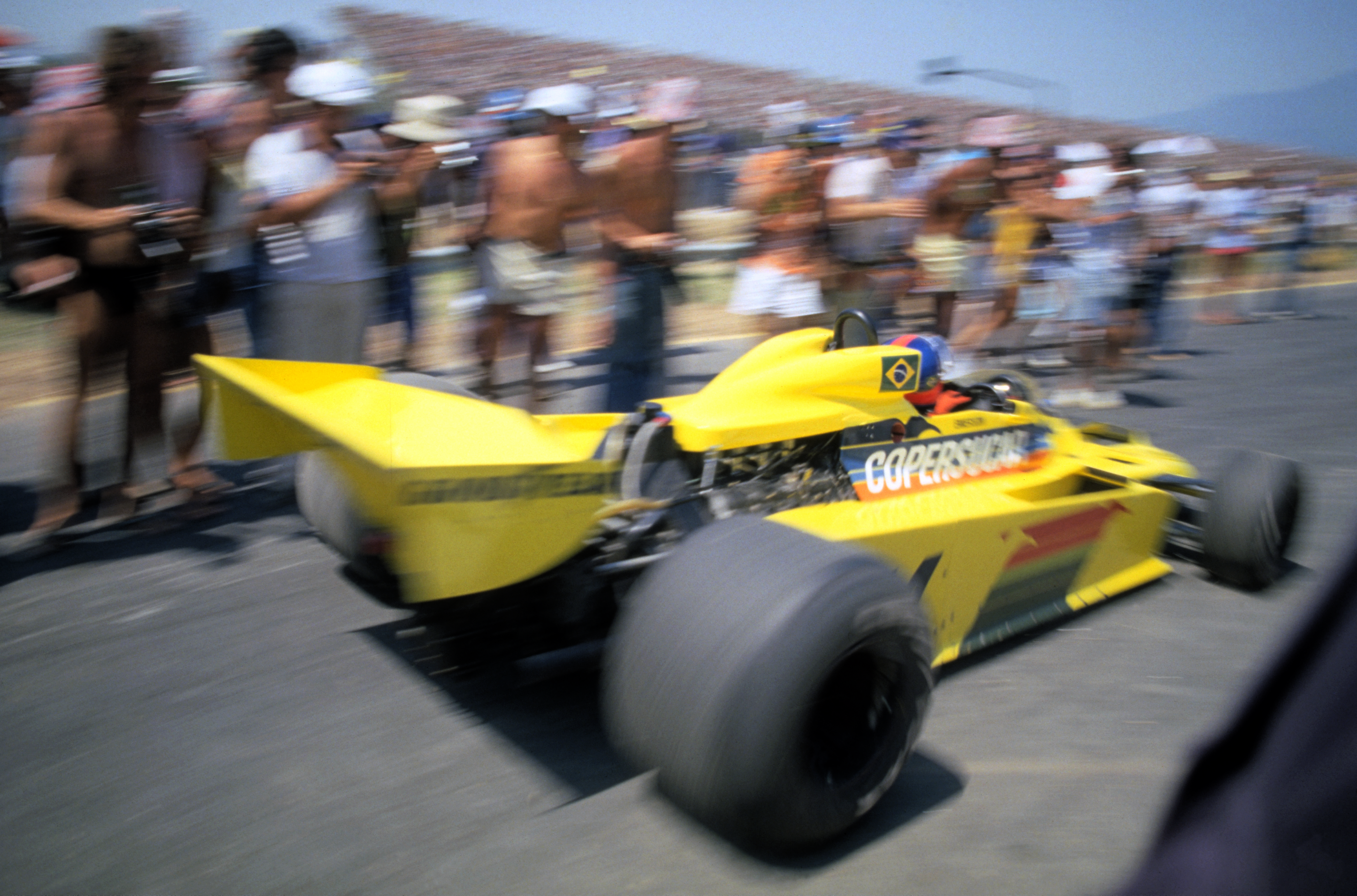
Emerson Fittipaldi a Jacarepaguá el 1978

El circuit es va inaugurar al gener de 1978 i al cap de poc s'hi va celebrar el primer Gran Premi del Brasil, que va guanyar Carlos Reutemann amb un Ferrari 312T3 Flat-12 sota la calor i la humitat opressives de l'estiu de Rio de Janeiro. Després que les curses de 1979 i 1980 s'haguessin celebrat al circuit d'Interlagos, a São Paulo, la Fórmula 1 va abandonar aquell circuit a causa d'alguns problemes de seguretat i també pel fet que els creixents barris marginals del voltants del circuit no s'adeien amb la nova imatge de glamur de la Fórmula 1. Les platges i els bells paisatges de Rio s'adaptaven més a aquesta nova imatge, de manera que el Gran Premi del Brasil es va celebrar a Jacarepaguá durant la resta de la dècada del 1980.
El Gran Premi de 1981 es va celebrar en condicions molt humides i el va tornar a guanyar Reutemann, aquesta vegada amb un Williams FW07C-Ford i en circumstàncies polèmiques: va desobeir les ordres de l'equip de deixar que el seu company i aleshores campió del món, Alan Jones, s'endugués la victòria.
La cursa de 1982, celebrada en el punt àlgid de la guerra FISA-FOCA, també va estar envoltada de polèmica. El pilot nascut a Rio, Nelson Piquet, que havia guanyat el Campionat del Món l'any anterior, va guanyar amb un Brabham BT49-Ford per davant del finlandès Keke Rosberg amb un Williams FW07C-Ford. Tanmateix, tots dos pilots van ser desqualificats per dur cotxes amb un pes inferior després d'haver corregut amb "frens refrigerats per aigua". En conseqüència, Alain Prost, tercer amb un Renault RE30 turboalimentat, en fou declarat guanyador, cosa que representà la primera de les cinc victòries del francès al circuit de Rio i va iniciar una ratxa de set victòries consecutives de cotxes turbo al circuit fins que es va acabar l'era d'aquesta mena de motors a la temporada de 1988. Les desqualificacions, però, van fer que la majoria dels equips alineats amb la FOCA, entre ells Brabham i Williams, boicotessin el Gran Premi de San Marino del 1982 dues rondes més tard. Tanmateix, a diferència del Gran Premi d'Espanya del 1980, on els equips de fàbrica de Ferrari, Renault i Alfa Romeo (tots els que anaven amb la FISA durant la "guerra" d'entitats) van boicotar la cursa i els resultats van ser finalment anul·lats, els de San Marino sí que van comptar per al campionat de 1982.
Piquet i Rosberg van tornar a creuar la línia primer i segon a la cursa de 1983, tot i que aquesta vegada només Rosberg va ser desqualificat per haver engegat el seu monoplaça a boxs pel mètode d'empenta després que el seu Williams FW08-Ford s'hagués incendiat. Inusualment, els que van arribar després de Rosberg no van ser reclassificats un lloc més amunt. La victòria de Piquet va ser la primera de les dues victòries al circuit del brasiler, que aquell any mateix guanyaria el seu segon Campionat del Món. Piquet va guanyar la cursa amb el seu Brabham-BMW turbo i va arribar a ser el primer campió del món de Fórmula 1 amb motor turbo. Des de 1983 fins a 1989, el Gran Premi del Brasil va ser la cursa inaugural de la temporada.
Les curses de 1984 i 1985 les va guanyar Prost, que ara corria amb un McLaren-TAG. A la de 1984 s'hi va produir el debut d'Ayrton Senna, amb un Toleman TG183-Hart, tot i que es va retirar. Piquet va guanyar la cursa de 1986 amb un Williams FW11-Honda i Senna hi acabà segon amb un Lotus 98T-Renault, mentre que el 1987  el guanyador fou Prost amb un McLaren MP4/3-TAG.
Després que Piquet guanyés el seu tercer (i últim) Campionat del Món el 1987, el circuit va ser rebatejat amb el seu nom el 1988. Piquet, però, va haver de conformar-se amb el tercer lloc amb un Lotus 100T-Honda en la cursa d'aquell any, que va tornar a guanyar Prost amb un McLaren MP4/4-Honda. El 1988 va ser l'últim any de l'era original del turbo a la Fórmula 1 i la victòria a Jacarepaguá va ser per a Prost, que va assolir així la seva cinquena victòria en nou curses al circuit.
La cursa de 1989 va ser la primera que es va celebrar després de la prohibició dels motors turbo i Nigel Mansell va aconseguir-hi una victòria sorpresa amb el seu Ferrari 640 amb motor V12 equipat amb la primera caixa de canvis semiautomàtica de la Fórmula 1. Després de guanyar la cursa, Mansell va ironitzar dient que, amb els coneguts problemes de fiabilitat del Ferrari en aquells moments, havia reservat un vol anticipat des de Rio en previsió d'una cursa curta.
El 1990, el Gran Premi del Brasil es va traslladar a un renovat i escurçat circuit d'Interlagos, on s'ha celebrat des d'aleshores.

## CART
De 1996 a 2000, Jacarepaguá va acollir esdeveniments del campionat CART, els quals es disputaven en una pista auxiliar en forma de trapezi anomenada "Emerson Fittipaldi Speedway", amb una longitud d'aproximadament 3 km. La cursa, originalment anomenada Rio 400, es va escurçar el 1999 i rebatejar com a Rio 200.
El rècord de classificació de l'Emerson Fittipaldi Speedway va ser establert pel propi nebot d'Emerson, Christian Fittipaldi, amb un temps de 38.565 (a 280 km/h).
La llarga recta posterior del circuit principal, amb tribunes tot al llarg de la seva longitud de 900 m, es va convertir en la recta anterior de l'Speedway, el qual tenia els boxs situats a la zona entre aquella recta i la recta de boxs del circuit principal.

## Curses de motociclisme

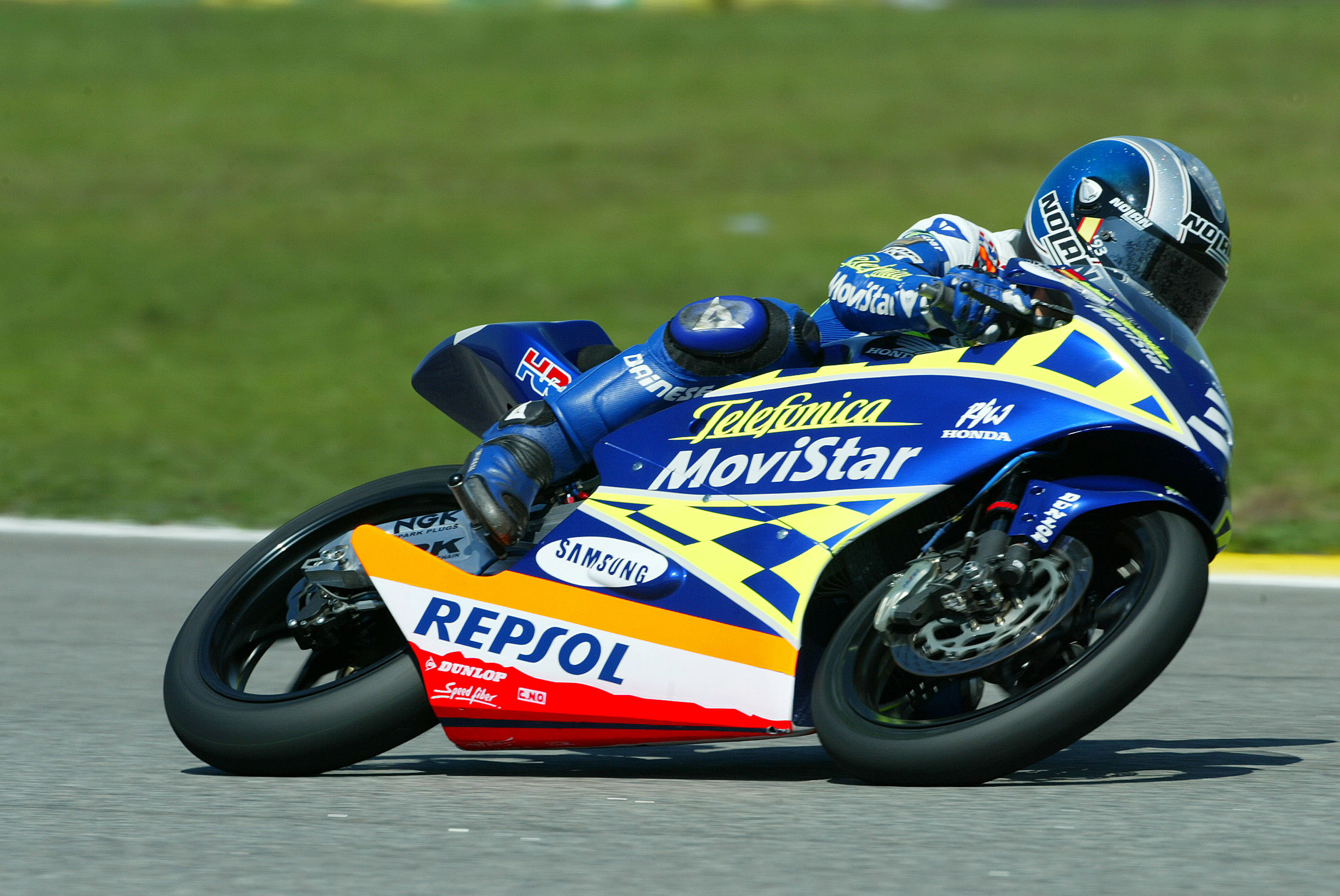
Dani Pedrosa a la cursa de 125cc del

El circuit també va acollir el Gran Premi de Rio de Janeiro de motociclisme entre el 1995 i el 2004. Valentino Rossi en va guanyar la majoria a la categoria màxima, 500cc/MotoGP, amb quatre victòries del 2000 al 2003, mentre que Mick Doohan va guanyar les curses de 1996 i 1997.
El primer Gran Premi de Rio de Janeiro el va guanyar Luca Cadalora amb una Yamaha YZR500. L'última edició d'aquell Gran Premi celebrada al circuit, el 2004, la va guanyar Makoto Tamada amb una Honda RC211V. Honda va guanyar set dels nou Grans Premis de Rio celebrats i Yamaha els altres dos.

## Configuracions de la pista

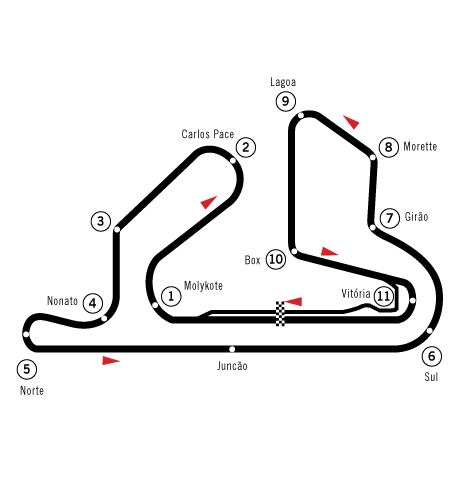
Circuit original de Gran Premi: 5,032 km (1978–1995)
Circuit de Gran Premi renovat: 4,933 km (1996–2005)
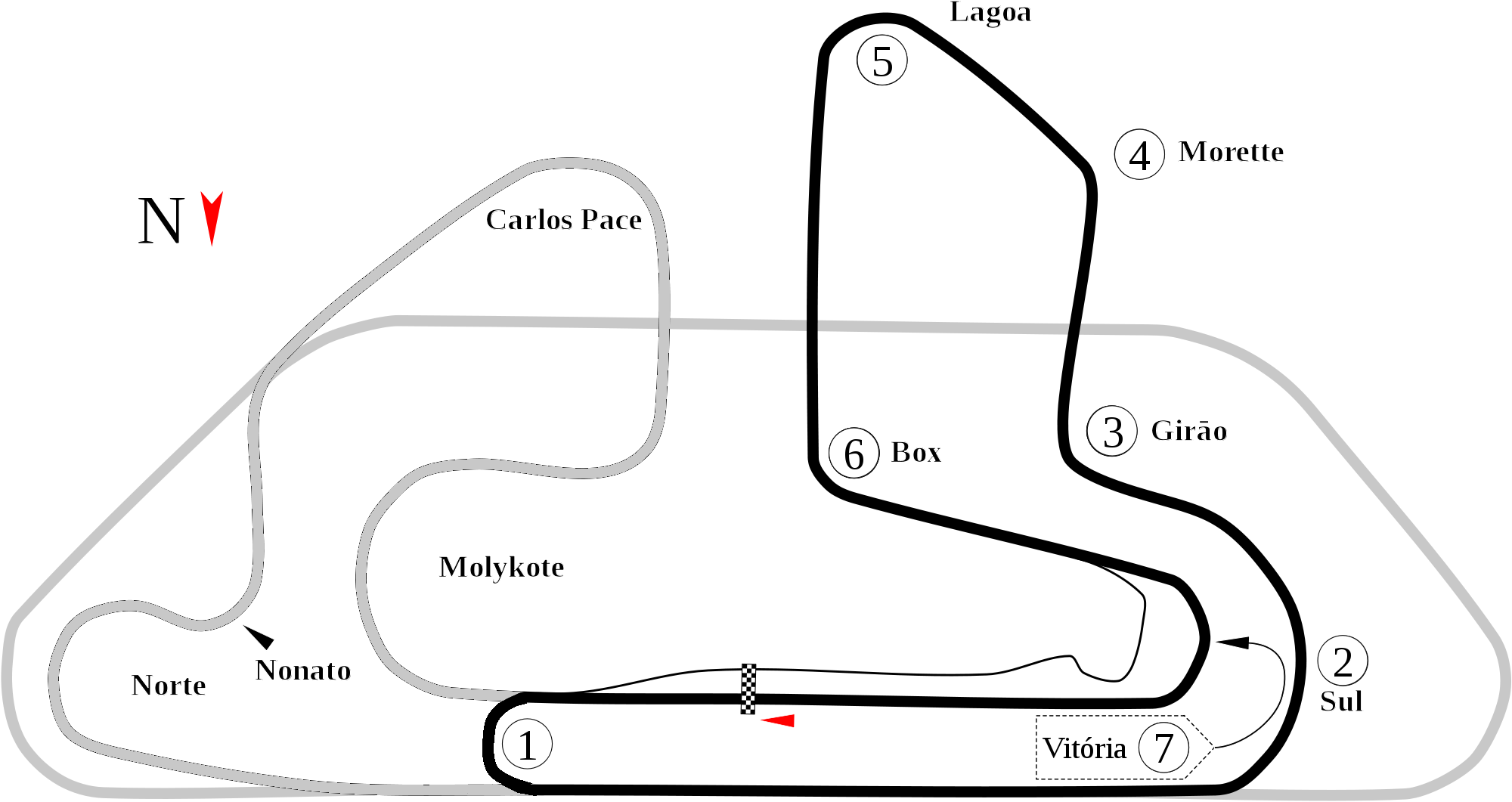
Circuit curt: 3,336 km (1996–2012)
Emerson Fittipaldi Speedway: 3,000 km (1996–2005)

## Guanyadors del GP del Brasil de F1 a Jacarepaguá
| Any  | Data        | Pilot guanyador  | Equip guanyador  | Resultats |
| ---- | ----------- | ---------------- | ---------------- | --------- |
| 1978 | 29 de gener | Carlos Reutemann | Ferrari          | Resultats |
| 1981 | 29 de març  | Carlos Reutemann | Williams - Ford  | Resultats |
| 1982 | 21 de març  | Alain Prost      | Renault          | Resultats |
| 1983 | 13 de març  | Nelson Piquet    | Brabham - BMW    | Resultats |
| 1984 | 25 de març  | Alain Prost      | McLaren - TAG    | Resultats |
| 1985 | 7 d'abril   | Alain Prost      | McLaren - TAG    | Resultats |
| 1986 | 23 de març  | Nelson Piquet    | Williams - Honda | Resultats |
| 1987 | 12 d'abril  | Alain Prost      | McLaren - TAG    | Resultats |
| 1988 | 3 d'abril   | Alain Prost      | McLaren - Honda  | Resultats |
| 1989 | 26 de març  | Nigel Mansell    | Ferrari          | Resultats |